# Tioga (Texas)
Tioga es un pueblo ubicado en el condado de Grayson en el estado estadounidense de Texas. En el Censo de 2010 tenía una población de 803 habitantes y una densidad poblacional de 242,6 personas por km².

## Geografía
Tioga se encuentra ubicado en las coordenadas 33°28′13″N 96°55′9″O / 33.47028, -96.91917. Según la Oficina del Censo de los Estados Unidos, Tioga tiene una superficie total de 3.31 km², de la cual 3.26 km² corresponden a tierra firme y (1.56%) 0.05 km² es agua.

## Demografía
Según el censo de 2010, había 803 personas residiendo en Tioga. La densidad de población era de 242,6 hab./km². De los 803 habitantes, Tioga estaba compuesto por el 85.8% blancos, el 1.74% eran afroamericanos, el 1.12% eran amerindios, el 0.37% eran asiáticos, el 0% eran isleños del Pacífico, el 8.34% eran de otras razas y el 2.62% pertenecían a dos o más razas. Del total de la población el 11.96% eran hispanos o latinos de cualquier raza.